# Ochrotrichia vertreesi
Ochrotrichia vertreesi är en nattsländeart som beskrevs av Donald G. Denning och Blickle 1972. Ochrotrichia vertreesi ingår i släktet Ochrotrichia och familjen smånattsländor. Inga underarter finns listade i Catalogue of Life.